# Club Universitario de Deportes
Il Club Universitario de Deportes, meglio noto come Universitario o semplicemente La U, è una società polisportiva peruviana con sede nella capitale Lima. Meglio nota per la sua sezione calcistica, fondata il 7 agosto del 1924, milita nella Liga 1 massima serie del campionato peruviano di calcio, dal quale non è mai retrocessa e ha vinto ventotto edizioni (record nazionale).
Dal 2000, disputa le partite casalinghe allo Stadio Monumentale, di cui è proprietario. Questo locale ha una capienza di 80.093 spettatori, il che lo rende lo stadio di calcio con la più grande capienza del Sud America e uno dei più grandi nel mondo.
Con 47 partecipazioni internazionali a tornei ufficiali organizzati dalla Confederazione calcistica sudamericana, è la squadra peruviana ad aver giocato più coppe continentali. È considerata dalla Federazione Internazionale di Storia e Statistica del Calcio la migliore squadra peruviana del 20º secolo. Nel 2010 la Confederazione calcistica sudamericana ha considerato la "U" come una delle squadre con la più lunga tradizione a CONMEBOL, mentre la FIFA lo ha definito uno dei club "classici del mondo".

## Storia
Fondata da un gruppo di giovani studenti dell'Università Nazionale Maggiore di San Marco con il nome di Federación Universitaria de Deportes nel 1924, è la squadra più titolata del paese, avendo vinto 27 campionati nazionali. Inoltre, è stato la prima squadra peruviana a raggiungere la finale della Coppa Libertadores (nel 1972, quando perse contro l'Independiente). Il club è considerato miglior del XX secolo nel Perù e 28º in Sudamerica dall'IFFHS, istituto statistico riconosciuto dalla FIFA.
Il club disputa con la squadra concittadina dell'Alianza Lima il cosiddetto Clásico del fútbol peruano (derby del calcio peruviano).

### Fondazione (1924)
José Rubio Galindo (studente presso la Facoltà di Lettere) e Luis Málaga Arenas (studente presso la Facoltà di Medicina) sono stati i sognatori che hanno dedicato il loro tempo libero allo scambio di idee con l'obiettivo di creare una grande istituzione. Successivamente sono stati raggiunti da Plácido Galindo, Eduardo Astengo, Rafael Quirós, Mario de las Casas, Alberto Denegri, Luis de Souza Ferreira (che ha segnato il primo gol peruviano in una Coppa del Mondo), Andrés Rotta, Carlos Galindo, Francisco Sabroso, Jorge Góngora, Pablo Pacheco, Carlos Cillóniz, tra gli altri.
Fu così il 7 agosto 1924, gli studenti universitari si sono incontrati presso la sede della Federazione degli Studenti del Perù, in via Juan de la Coba 106, nella città di Lima, dando vita alla Federcalcio Universitaria. Il Comitato Nazionale dello Sport, all'epoca l'organo più alto dello sport peruviano, riconobbe la Federazione Universitaria come se fosse una Lega. Così, insieme alla Lega Calcio Peruviana, all'Associazione Dilettanti, alla Lega Chalaca, al Circolo Sportivo Italiano e al Lima Cricket and Football Club, hanno formato la Federcalcio. Dopo aver partecipato a diversi tornei interuniversitari e amichevoli tra il 1924 e il 1927, la Federcalcio peruviana invitò la Federazione Universitaria a partecipare al Torneo di Prima Divisione del 1928.
Ha debuttato ufficialmente il 27 maggio contro il Club José Olaya de Chorrillos, che ha sconfitto 7:1. Al termine del campionato, la Federazione Universitaria si è classificata seconda dietro ad Alianza Lima. Nel 1929 il campionato vedeva la partecipazione di sole dodici squadre a causa della sospensione dell'Alianza Lima per essersi rifiutata di trasferire i suoi calciatori in nazionale. In questo torneo, l'Universitario ha vinto il suo primo titolo nazionale, terminando il campionato con sette vittorie, tre pareggi e una sconfitta, completando diciassette punti. Carlos Cillóniz, calciatore dell'Universitario, ha segnato otto gol, diventando il capocannoniere del campionato.

### Il debutto di Teodoro Fernández
Nel 1930 si tenne la prima Coppa del Mondo a Montevideo, in Uruguay, e la squadra peruviana partecipò a tale evento con una squadra che comprendeva otto giocatori del club. (Eduardo Astengo, Carlos Cillóniz, Luis de Souza Ferreira, Alberto Denegri, Arturo Fernández, Plácido Galindo, Jorge Góngora e Pablo Pacheco). Dopo la Coppa del Mondo, ha avuto luogo il primo tour ufficiale del club: ha viaggiato in altre province del Perù in battello a vapore. Hanno affrontato l'Associazione White Star, che hanno sconfitto 1:0, poi ha girato Huacho e ha partecipato alla Gubbins Cup. Nello stesso anno ha fatto parte del girone due del torneo nazionale, ottenendo due vittorie e un pareggio, con cui è passato alla finale di campionato, dove si è piazzato terzo. L'anno successivo sono sorte discrepanze interne con le autorità dell'Universidad Nacional Mayor de San Marcos, poiché il rettore José Antonio Encinas ha vietato l'uso del nome "Federacion Universitario de Futbol" e questo ha portato al cambio, in "Universitario de Deportes", totalmente indipendente dall'università.
Il 29 novembre 1931, Teodoro Fernández Meyzán, meglio conosciuto come Lolo Fernández, fece il suo debutto nel club all'età di 18 anni in una partita internazionale contro il Deportes Magallanes dal Cile. In quella partita, Lolo ha segnato il gol della vittoria per U. Nel torneo amatoriale del 1932, la U finì seconda con cinque vittorie e due pareggi, e Lolo Fernández fu il capocannoniere del campionato con undici gol.

### 1934-1950
Il torneo del 1934 suscitò polemiche perché, secondo le basi del campionato, si dovevano sommare in un'unica classifica i punti ottenuti dalle prime squadre e una frazione di quanto ottenuto dalle loro squadre di serie minore, quindi presumibilmente il titolo avrebbe dovuto essere assegnato ad Alianza Lima; Tuttavia, i dirigenti del club si sono lamentati con la Federcalcio peruviana sostenendo che il punteggio delle riserve avrebbe dovuto essere aggiunto dopo aver stabilito chi ha vinto il titolo di Prima Divisione, quindi, a causa di ciò, è stata giocata una partita in più tra le due squadre con una vittoria per Universitario di 2:1, ottenendo così il suo secondo titolo nazionale, ufficialmente riconosciuto dalla Federcalcio peruviana e la Asociación Deportiva de Fútbol Profesional.

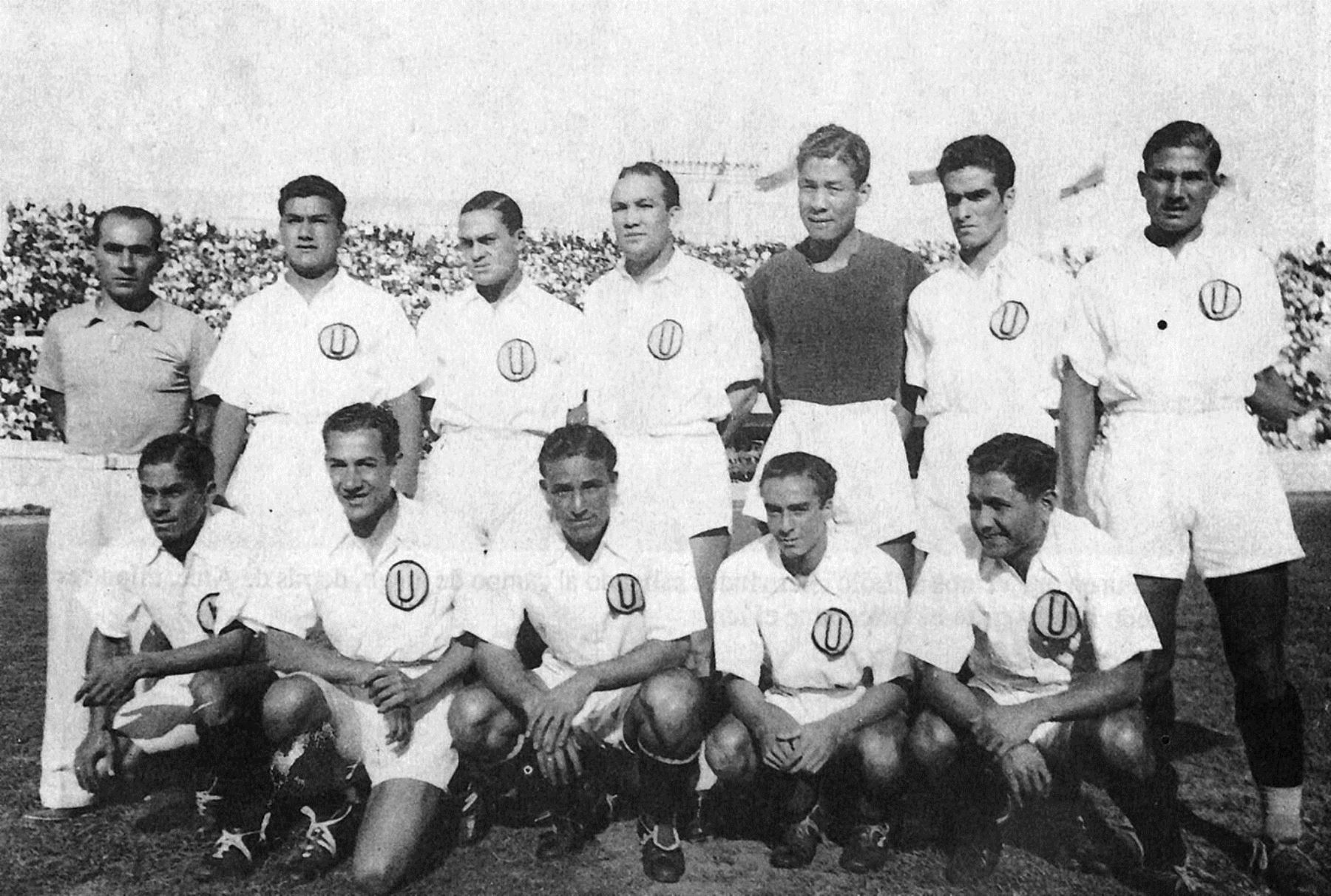
Squadra campione del 1939

Nel 1936 il campionato peruviano non si tenne a causa della partecipazione della squadra peruviana ai Giochi Olimpici di Berlino del 1936. In quelle Olimpiadi, il club ha contribuito alla squadra con quattro calciatori (Arturo Fernández, Teodoro Fernández, Orestes Jordán e Carlos Tovar), con un'eccezionale partecipazione di Teodoro Fernández che è stato il secondo capocannoniere del torneo olimpico di calcio con sette gol. Dopo aver occupato il terzo posto nella stagione 1937, nel 1938 la squadra iniziò un periodo che durò cinque anni e cinque mesi senza subire sconfitte nel classico del calcio peruviano. Un anno dopo, il club, allenato dall'inglese Jack Greenwell, conquistò il terzo titolo della sua storia sportiva. Ha ottenuto nove vittorie, tre pareggi e solo due sconfitte.

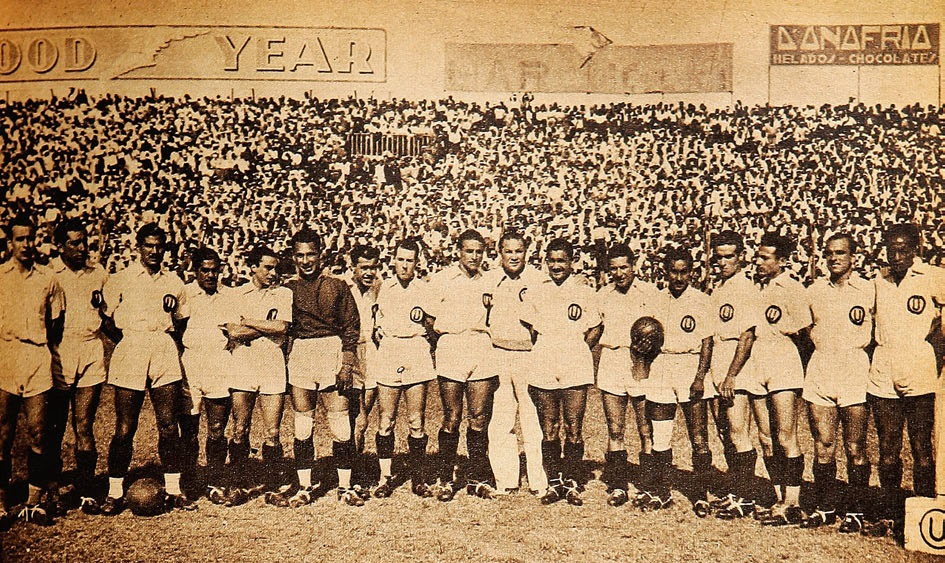
Universitario nel 1941

Il campionato del 1941 prevedeva la partecipazione di otto squadre e si disputò su due turni con partite di andata e ritorno. Tuttavia, nel dodicesimo turno il torneo è stato sospeso a causa della partecipazione della squadra peruviana al campionato sudamericano di quell'anno. Una volta ripreso, l'Universitario de Deportes ha vinto il titolo dopo aver vinto le ultime due partite. I titoli consecutivi nel 1945 e nel 1946 portarono al primo bicampeonato del club grazie al trio offensivo formato da Víctor Espinoza, Teodoro Fernández e suo fratello Eduardo Fernández; i tre giocatori hanno segnato 41 gol. La stagione successiva, nella sua peggiore prestazione nell'era amatoriale, concluse con un mediocre ottavo posto con lo Sporting Tabaco ed evitò la retrocessione solo perché entrambe le squadre si rifiutarono di giocare uno spareggio per determinare la squadra che sarebbe andata in seconda divisione. Pertanto, l'associazione organizzatrice dell'epoca decise di sospendere la retrocessione per la stagione. Nel 1949 il club festeggiò il suo venticinquesimo anniversario vincendo il campionato dopo aver vinto l'ultima partita contro l'Atlético Chalaco 4–3.

## La maglia

### Prima divisa
La storia della divisa dell'Universitario risale al 1924, anno di fondazione del club.

#### Evoluzione
| 1924-1928 | 1933-1956 | 1972-2001 | 2001 | 2002 | 2003 | 2004 | 2005 |
| 2006      | 2007      | 2008      | 2009 | 2010 | 2011 | 2012 | 2013 |
| 2014      | 2015      | 2016      | 2017 | 2018 | 2019 | 2020 | 2021 |
| 2022      | 2023      |           |      |      |      |      |      |

### Seconda divisa

#### Evoluzione
| 2001 | 2002 | 2003-2004 | 2005-2006 | 2007-2008 | 2009 | 2010 | 2011 |
| 2012 | 2013 | 2014      | 2015      | 2016      | 2017 | 2018 | 2019 |
| 2020 | 2021 | 2022      |           |           |      |      |      |

### Terza divisa

#### Evoluzione
| 2016 | 2017 | 2018 | 2019 | 2020 | 2021 |

### Altre divise

#### Evoluzione
| 2013 | 2014 | 2014 | 2018 | 2019 | 2020 | 2021 | 2021 |
| 2021 | 2022 | 2022 | 2022 |      |      |      |      |

## Stadio
Lo stadio Monumentale è lo stadio più grande del Perù, ha una capienza di (80 093 posti e si trova a Lima in viale Javier Prado Este 77. Fu aperto al pubblico il 2 luglio 2000 in occasione di una partita conclusasi con la vittoria per 2-0 dell'Universitario contro lo Sporting Cristal.
Il campo da calcio si trova nella parte centrale del campo e intorno ad esso, ventidue edifici di sette piani dove sono ubicati tutti i servizi dello stadio, oltre a 1122 suite familiari, 40 suite aziendali, 30 cabine giornalisti radiofoniche, spazi per stampa scritta, tra gli altri.

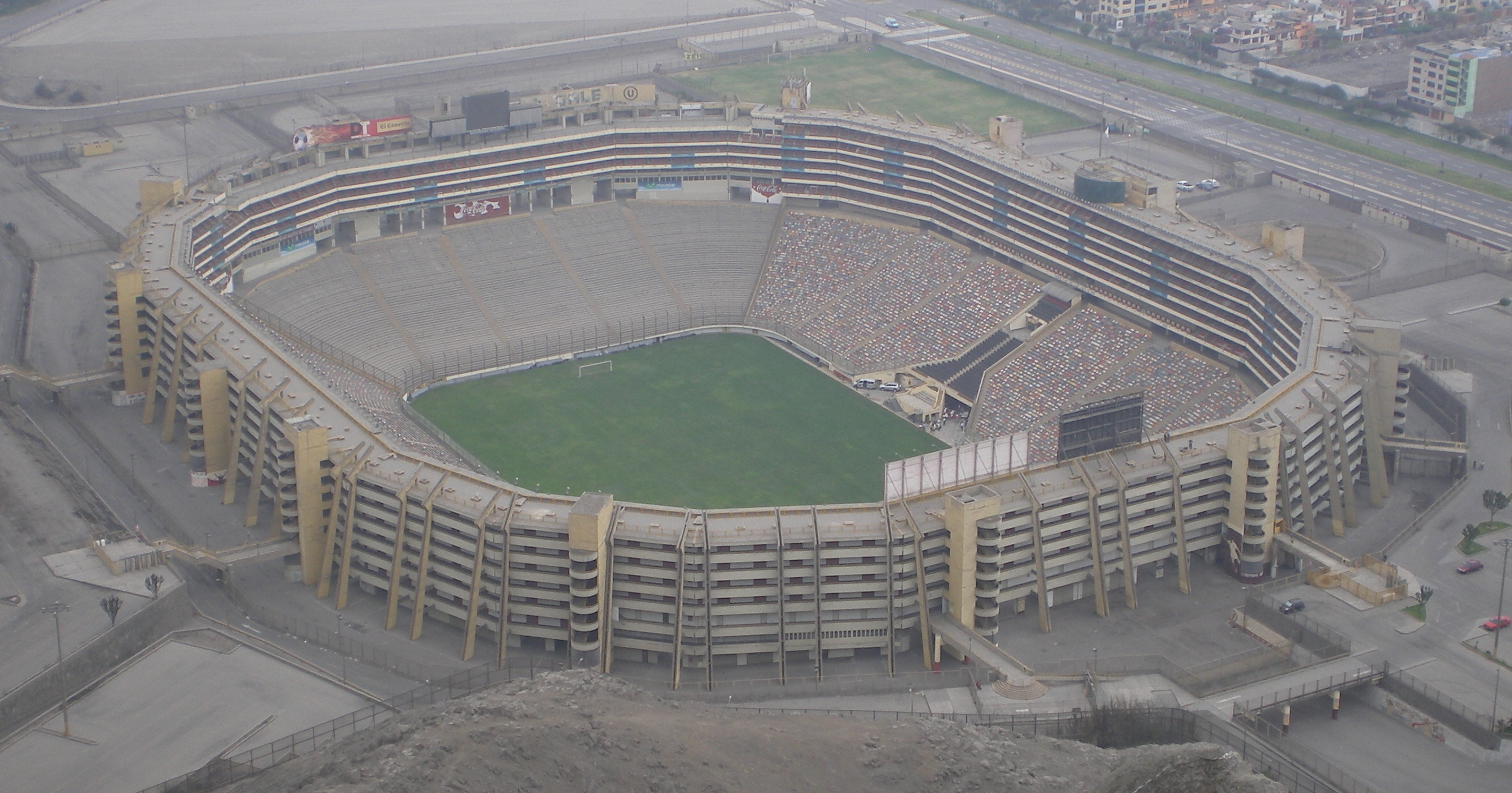
Veduta dello stadio Monumentale di Lima.

È stato costruito secondo il Manuale delle Specifiche Tecniche FIFA (per gli stadi del nuovo millennio e per le finali dei mondiali). È considerato dalla stampa specializzata e dai tifosi peruviani uno degli stadi più moderni dell'America Latina. La superficie del campo è in erba naturale e ha le misure regolamentari della FIFA (105 m x 70 m), Dispone inoltre di un moderno impianto di irrigazione a pioggia.

## Allenatori e presidenti

### Allenatori
Dal 1924, sono 78 gli allenatori ad avere avuto la conduzione tecnica dell'Univeristario de Deportes. Il primo allenatore della storia crema fu lo svizzero Adolf Berger. Roberto Scarone, Marcos Calderón e Arturo Fernández detengono il record di trofei vinti con il club (4).
Attualmente l'allenatore è l'uruguaiano Jorge Fossati.

### Presidenti
In più di 98 anni di storia societaria, alla guida del Club Universitario ci sono stati 20 presidenti in totale.
Jean Ferrari ricopre attualmente la carica di amministratore.

## Calciatori

### Maglie ritirate
- Teodoro Fernández, 9[37]
- José Luis Carranza, 22

## Palmarès
Il palmarès dell'Universitario de Deportes, un'istituzione con sede nella città di Lima, lo rende uno dei club di maggior successo in Perù. Vanta numerosi trofei sia a livello professionistico che giovanile.

### Competizioni nazionali
- Campionato peruviano: 29 (record)

1929, 1934, 1939, 1941, 1945, 1946, 1949, 1959, 1960, 1964, 
 1966, 1967, 1969, 1971, 1974, 1982, 1985, 1987, 1990, 1992,   
 1993, 1998, 1999, 2000, 2009, 2013, 2020,2023, 2024
- Coppa Presidente della Repubblica: 1[38]

19

### Competizioni giovanili

#### Competizioni nazionali
- Torneo de Promocion y Reserva: 2[39]

2014 (I), 2015 (I)

#### Competizioni internazionali
- Coppa Libertadores Under-20: 1

2011

## Statistiche
- Fondazione: 7 agosto 1924
- Stagioni in Primera División: 95 (1928-2023)[8]
- Stagioni in Segunda División: Nessuna.
- Prima partita: 2 maggio 1925 Universitario 2 vs. José Gálvez 2.
- Prima partita internazionale: 9 giugno 1929 Universitario 1 vs. Defensor Sporting 0 (Uruguay).
- Prima partita nelle coppe internazionali: Club Atlético Peñarol 5 vs. Universitario 0 (19 aprile 1961).
- Prima partita professionistica: 27 maggio 1928 Universitario 7 vs. José Olaya 1
- Allenatori con più titoli: Arturo Fernández e Marcos Calderón con 4 titoli.[40][41][42][43]
- Giocatore con più titoli: José Luis Carranza con 8 titoli.[44][45][46]
- Primo derby: Universitario 1 – Alianza Lima 0 (23 settembre 1928).
- Migliori portieri: Humberto Ballesteros con 775 minuti di imbattibilità nel 1971 e Óscar Ibáñez con 716 minuti nel 1997.
- Posizione nel ranking Nazionali: 1.[47]
- Posizione nel ranking della CONMEBOL: Primo in Perù con 430 punti.
- Posizione nella classifica storica della Coppa Libertadores: 11.[48]
- Calciatore che ha fatto più gol in una partita: Eduardo Fernández Meyzán (6 gol in Universitario 6 – Alianza Lima 2, 14 aprile 1946).
- Calciatore che ha fatto più gol in Coppa Libertadores: Oswaldo Ramírez, 15 gol con l'Universitario (1971-1975).
- Maggior numero di gol in Primera División: 94 gol nel 2000.
- Capocannonieri della storia del calcio peruviano: Eduardo Esidio (37 gol nel 2000).

### Piazzamenti nelle competizioni internazionali

#### Coppa Sudamericana
| Piazzamento           | n | Edizione                           |
| --------------------- | - | ---------------------------------- |
| Quarti di finale      | 1 | 2011                               |
| Fase preliminare      | 6 | 2002, 2005, 2007, 2008, 2015, 2016 |
| Totale partecipazioni | 7 |                                    |

## Organico

### Rosa 2023
Rosa e numerazione aggiornate al 3 aprile 2023.
| N. |                      | Ruolo | Calciatore          |
| -- | -------------------- | ----- | ------------------- |
| 1  | Perù (bandiera)      | P     | José Carvallo       |
| 2  | Perù (bandiera)      | D     | Marco Saravia       |
| 3  | Paraguay (bandiera)  | D     | Williams Riveros    |
| 4  | Perù (bandiera)      | C     | Alfonso Barco       |
| 5  | Argentina (bandiera) | D     | Matias Di Benedetto |
| 6  | Perù (bandiera)      | D     | José Luján          |
| 7  | Perù (bandiera)      | A     | Alexander Succar    |
| 8  | Perù (bandiera)      | C     | Jordan Guivin       |
| 10 | Argentina (bandiera) | C     | Horacio Calcaterra  |
| 11 | Uruguay (bandiera)   | A     | Luis Urruti         |
| 12 | Perù (bandiera)      | P     | Aamet Calderón      |
| 14 | Perù (bandiera)      | D     | José Bolívar        |
| 15 | Argentina (bandiera) | A     | Emanuel Herrera     |
| 16 | Argentina (bandiera) | C     | Martín Pérez Guedes |
| 17 | Perù (bandiera)      | A     | José Rivera         |

| N. |                 | Ruolo | Calciatore            |
| -- | --------------- | ----- | --------------------- |
| 18 | Cile (bandiera) | C     | Rodrigo Ureña         |
| 19 | Perù (bandiera) | C     | Edison Flores         |
| 20 | Perù (bandiera) | A     | Alex Valera           |
| 21 | Perù (bandiera) | P     | Diego Romero          |
| 23 | Perù (bandiera) | C     | Jorge Murrugarra      |
| 24 | Perù (bandiera) | A     | Andy Polo             |
| 26 | Perù (bandiera) | D     | Hugo Ancajima         |
| 27 | Perù (bandiera) | D     | Nelson Cabanillas     |
| 28 | Perù (bandiera) | C     | José Zevallos         |
| 29 | Perù (bandiera) | D     | Aldo Corzo (capitano) |
| 30 | Perù (bandiera) | D     | Piero Guzmán          |
| 31 | Perù (bandiera) | D     | Jerry Navarro         |
| 32 | Perù (bandiera) | A     | José López            |
| 34 | Perù (bandiera) | P     | Alejandro Alcalá      |
| 36 | Perù (bandiera) | C     | Piero Quispe          |